# Robert Bronett
Karl Robert Lars Bronett, född 28 december 1964 i Stockholms län, är en svensk TV-producent och cirkusdirektör. Tillsammans med sin bror Henry Bronett drev han  Cirkus Scott fram till och med 2002. Han valde då att lämna företaget helt. Henry Bronett drev cirkus Scott själv under 2003. Därefter låg Cirkus Scott vilande tills Robert valde att driva Cirkus Scott vidare i egen regi med ett helt nytt koncept under 2011.
Familjen Bronett härstammar ända tillbaka till 1650-talet och cirkusen lever med inom familjen fortfarande. Robert Bronett är son till framlidne François Bronett, som för övrigt är mannen bakom den legendariska meningen "Får jag be om 'största möjliga tyssstnad'". François Bronett drev Cirkus Scott från slutet av 1970-talet fram till sin död, år 1994. Efter det leddes cirkusen av Robert och Henry fram till 2002 då Robert lämnade företaget. Under 2011 satte dock Robert återigen upp en Cirkus Scott-föreställning i Stockholm och driver sedan dess cirkusen vidare som en produktion i sitt företag Flatgaroo Productions AB.

## Biografi i punkter
- 1994 – Fadern François Bronett går bort och Robert tar tillsammans med sin bror Henry Bronett över familjeföretaget Cirkus Scott.
- 1994 – Blir utsedd av prins Rainier till administrateur d'elegue och ensam ansvarig för Cirkusfestivalen i Monte Carlo såväl som Magifestivalen.
- 1995 – Släpper bokförlaget T. Fischer & Co. boken "Bronett's - Historien om en cirkusfamilj" av Marie Olofsson.  ISBN 91-7054-768-8
- 1995 – Startar Cirkusprinsessan, världens enda tävling / show för kvinnliga artister.
- 2002 – Sätter upp Circo Massimo på Stortorget i Karlskrona för internationell tv.
- 2002 – Avbryter samarbetet med sin bror Henry Bronett och lämnar Cirkus Scott och CirkusPrinsessan.
- 2004 – 2006 Producerar Levade Noble Horse Gala i Köpenhamn. En föreställning som kombinerade hästdressyr. flamenco och cirkusnummer.
- 2007 – Producerar Rhapsody in Circus i Stockholm tillsammans med Robert Wells.
- 2008 – Producerar magi/musik/artistpjäsen Stormen i Piteå.
- 2009 – Producerar Cirkus Scott på Jämtkraft Arena i Östersund.
- Producerar Cirkusprinsessan i Stockholm för TV inför en livepublik.
- 2010 – Producerar ett 14 dagar långt gästpel med Cirkus Scott i Bukarest.
  - Producerar Cirkusprinsessan i Lisebergshallen, Göteborg för TV och en livepublik.
  - Producerar Bronett's Cirkusdagar på Liseberg i Göteborg.
- 2011 – Producerar Cirkus Scott i Stockholm från den 5 augusti - 21 augusti. 
  - Producerar ett 14 dagar långt gästspel med Cirkus Scott i Bukarest.
- 2012 - Robert Bronett producerar sin första sommarturné med Cirkus Scott på 9 år. Bamse på Cirkus Scott.
- 2012 - Robert Bronett producerar sin första Julcirkus på Gärdet i Stockholm från den 29 november - 16 december.
- 2013 - Robert Bronett producerar En magisk sommarturné med Cirkus Scott från den 25 april - 30 september.